# Dendromus oreas
Dendromus oreas (Osgood, 1936) è un roditore della famiglia dei Nesomiidi endemico del Camerun.

## Descrizione

### Dimensioni
Roditore di piccole dimensioni, con la lunghezza della testa e del corpo tra 60 e 74 mm, la lunghezza della coda tra 89 e 104 mm, la lunghezza del piede tra 18 e 20,5 mm, la lunghezza delle orecchie tra 13 e 19 mm e un peso fino a 13 g.

### Aspetto
Le parti dorsali sono marroni, mentre le parti ventrali variano dal rossastro scuro al giallo-grigiastro chiaro con la base dei peli più scura. È presente una striscia dorsale scura dalla parte centrale della schiena fino alla base della coda. Sono inoltre presenti delle macchie bianche o color crema sul mento, la gola e nella regione anale. Le orecchie sono bruno-nerastre, ricoperte finemente di peli fulvo-nerastri e con una macchia chiara alla base anteriore, talvolta indistinta. La coda è molto più lunga della testa e del corpo, scura sopra e più chiara sotto. 

## Biologia

### Comportamento
È una specie terricola, attiva sia di giorno che di notte. Sebbene ben adattata ad arrampicarsi, passa gran parte della sua vita al suolo e nelle sue tane sotterranee.

### Riproduzione
Una femmina con cinque embrioni è stata catturata alla fine di novembre.

## Distribuzione e habitat
Questa specie è conosciuta soltanto sul Monte Camerun, Monte Manenguba e Monte Kupè, nella parte occidentale del Camerun.
Vive nelle savane montane, prati, boscaglie, piantagioni e fattorie tra 1.675 e 2.900 metri di altitudine.

## Conservazione
La IUCN Red List, considerato l'areale limitato a tre località montane, la minaccia del proprio habitat a causa dei cambiamenti climatici e della conversione alla pastorizia, classifica D.oreas come specie vulnerabile (VU).